# Продан Гарджев
Продан Стоянов Гарджев (болг. Продан Стоянов Гарджев; нар. 8 квітня 1936, село Росеново, Бургаська область — 5 липня 2003, Бургас) — болгарський борець вільного стилю, дворазовий чемпіон та бронзовий призер чемпіонатів світу, срібний та бронзовий призер чемпіонатів Європи, чемпіон та бронзовий призер Олімпійських ігор.

## Життєпис
Виступав за спортивниі клуби ЦСКА та «Чорноморець» Бургас.

## Визнання
Двічі визнавався спортсменом року в Болгарії у 1963 та 1966 роках.
Почесний громадянин Бургаса (1963).
Його ім'я носить національний турнір з боротьби та спортивний клуб в Бургасі.

## Спортивні результати на міжнародних змаганнях

### Виступи на Олімпіадах
| Змагання                    | Збірна   | Вагова категорія          | Місце  |
| --------------------------- | -------- | ------------------------- | ------ |
| Літні Олімпійські ігри 1960 | Болгарія | вільна боротьба, до 79 кг | 5      |
| Літні Олімпійські ігри 1964 | Болгарія | вільна боротьба, до 87 кг | Золото |
| Літні Олімпійські ігри 1968 | Болгарія | вільна боротьба, до 87 кг | Бронза |

### Виступи на Чемпіонатах світу
| Змагання                        | Збірна   | Вагова категорія          | Місце  |
| ------------------------------- | -------- | ------------------------- | ------ |
| Чемпіонат світу з боротьби 1959 | Болгарія | вільна боротьба, до 79 кг | 6      |
| Чемпіонат світу з боротьби 1963 | Болгарія | вільна боротьба, до 87 кг | Золото |
| Чемпіонат світу з боротьби 1965 | Болгарія | вільна боротьба, до 87 кг | Бронза |
| Чемпіонат світу з боротьби 1966 | Болгарія | вільна боротьба, до 87 кг | Золото |
| Чемпіонат світу з боротьби 1967 | Болгарія | вільна боротьба, до 87 кг | 6      |

### Виступи на Чемпіонатах Європи
| Змагання                         | Збірна   | Вагова категорія          | Місце  |
| -------------------------------- | -------- | ------------------------- | ------ |
| Чемпіонат Європи з боротьби 1967 | Болгарія | вільна боротьба, до 87 кг | Бронза |
| Чемпіонат Європи з боротьби 1968 | Болгарія | вільна боротьба, до 87 кг | Срібло |

### Виступи на Кубках світу
| Змагання                    | Збірна   | Вагова категорія          | Місце |
| --------------------------- | -------- | ------------------------- | ----- |
| Кубок світу з боротьби 1958 | Болгарія | вільна боротьба, до 79 кг | 4     |